# Hervé Thuet
Hervé Robert Thuet (ur. 3 lutego 1971) – francuski kolarz torowy, dwukrotny medalista mistrzostw świata.

## Kariera
Pierwszy sukces w karierze Hervé Thuet osiągnął w 1992 roku, kiedy zdobył srebrny medal mistrzostw kraju w sprincie indywidualnym. Na rozgrywanych trzy lata później mistrzostwach świata w Bogocie wspólnie z Benoit Vétu i Florianem Rousseau wywalczył srebrny medal w sprincie drużynowym. W tej samej konkurencji Francuzi w składzie: Laurent Gané, Florian Rousseau i Hervé Thuet zdobyli brązowy medal podczas mistrzostw świata w Manchesterze w 1996 roku. Ponadto Thuet stawał na podium zawodów Pucharu Świata, ale nigdy nie brał udziału w igrzyskach olimpijskich.